# Montréal-Est
Montréal-Est (engleski: Montreal East) je grad u Kanadi u pokrajini Québec. Ovaj grad je enklava u gradu Montréalu i dio je njegovog aglomerizacijskog područja.
Montréal-Est je praktički isključivo industrijski grad u kojem se nalaze naftne rafinerije, te perokemijske i kemijske tvornice. Ovdje se nalaze najstarije rafinerijske instalacije u Kanadi koje datiraju još iz 1913. godine. Dnevno se u Montréal-Estu rafinira oko 400.000 barela nafte. Zbog snažnog industrijskog karaktera u ovom gradu je izuzetno lošija kvaliteta zraka nego u ostatku otoka Montréala.
Godine 2002., grad je pripojen gradu Montréalu, ali je već prvog dana 2006. godine, nakon održanog lokalnog referenduma, Montréal-Est postao samostalan grad. Ovo je jedina općina na istočnom kraju otoka koja je odbila spajanje s Montréalom.

## Stanovništvo
Prema popisu iz 2006. godine, Montréal-Est ima 3.822 stanovnika. Francuski je materinski jezik 87,4% stanovništva, a engleski 4,1%. Oko 90 % stanovništva su rimokatolici, 2,6 % protestanti, 1,5 % muslimani i 4,7 % ateisti.

## Industrija
Rafinerije (3)
1. -	Produit Shell Canada Limité – Raffinerie de Montréal-Est
2. -	Pétro Canada – Raffinerie de Montréal.
3. -	Gulf Canada Oil - Raffinerie de Montréal-Est

Petrokemijske tvornice (5)
1. -	Coastal Pétrochimie de Montréal Est
2. -	Interquisa Canada – CEPSA
3. -	Pétrochimie PTT Poly Canada
4. -	Pétrochimie ParaChem S.E.C
5. -	Pétro Canada – Pétrochimie

## Vanjske poveznice
- Službene stranice grada